# 特雷瑟頓 (愛達荷州)
特雷瑟頓（英語：Treasureton）是位於美國愛達荷州富蘭克林縣的一個非建制地區。該地的面積和人口皆未知。

## 地理
特雷瑟頓的座標為42°15′55″N 111°50′37″W / 42.26528°N 111.84361°W，而該地的平均海拔高度為1547米（即5075英尺）。